# Décret sur les nationalités
Le décret sur les nationalités est l'un des quatre principaux décrets promulgué après la révolution d'Octobre écrit par Lénine et adopté par le Congrès des Soviets. Ce décret proclame « l'égalité et de la souveraineté de tous les peuples du pays, leur droit à l'autodétermination, y compris la sécession et la formation des États indépendants, l'abolition des privilèges et des restrictions nationales et religieuses, le libre développement des minorités nationales et groupes ethniques ». Avec ce décret, la Finlande et la Pologne ont proclamé leur indépendance. En Ukraine, la Rada (conseil) de Kiev confie dès 1917 au socialiste et nationaliste Simon Petlioura la constitution d'une armée nationale, et rompt avec Moscou après la révolution d'Octobre. Aux élections de la Constituante, la Géorgie s'est donnée une majorité menchevique qui proclame l'indépendance et constitue un gouvernement internationalement reconnu, y compris par Moscou en 1920 : c'est la république démocratique de Géorgie, dirigée par Noé Jordania. La Lettonie a au contraire voté à 72 % pour les bolcheviks. Les Lettons sont nombreux dans les Gardes rouges qui prennent le palais d'Hiver, ou encore dans l'Armée rouge et la Tchéka. Pourtant, les pays baltes échappent au régime soviétique au cours de la guerre.